# Chong Siao Chin
Chong Siao Chin (12 de mayo de 1957) es un deportista hongkonés que compitió en judo. Ganó una medalla de bronce en los Juegos Asiáticos de 1986 en la categoría de –71 kg.

## Palmarés internacional
| Juegos Asiáticos | Juegos Asiáticos     | Juegos Asiáticos  | Juegos Asiáticos |
| Año              | Lugar                | Medalla           | Categoría        |
| ---------------- | -------------------- | ----------------- | ---------------- |
| 1986             | Seúl (Corea del Sur) | Medalla de bronce | –71 kg           |